# Hashcash
Hashcash ist ein in den 1990er Jahren von Adam Back konzipiertes Proof-of-Work-System zur Verhinderung von Denial-of-Service-Attacken. Dies geschieht mittels einer Rechenaufgabe, die moderat schwierig aufzustellen und durchzurechnen ist, deren Lösung aber leicht zu überprüfen ist.

## Anwendungen

### E-mail-Spambekämpfung
Ein Anwendungsfall von Hashcash war das Spam-Problem mit technischen Mitteln zu bekämpfen. Jede E-Mail wird vom Absender mit einem Header versehen, der belegt, dass das „virtuelle Porto“ in Form von ein wenig Rechenzeit bezahlt ist. Der Empfänger kann dies mit vergleichsweise wenig Aufwand verifizieren. Der Grundgedanke ist, dass Täter, die viele Millionen E-Mails mit sehr wenig Kosten verschicken wollen, sich diesen Aufwand für jede einzelne E-Mail nicht mehr leisten können.
Es gibt heute (2019) verschiedene Implementierungen von Hashcash als freie Software, z. B. als Extension „PennyPost“ für Mozilla Thunderbird  und in Spamfilter-Systemen wie z. B. SpamAssassin, aber die Aktivierung und Konfiguration ist in der Regel optional. Hashcash ist somit nur sehr wenig verbreitet, unter anderem weil andere Mechanismen der Spamfilter-Systeme stark verbessert wurden.